# Dyskografia Dawida Kwiatkowskiego
Dyskografia Dawida Kwiatkowskiego, polskiego piosenkarza, obejmuje osiem albumów studyjnych, trzydzieści pięć singli oraz czterdzieści pięć teledysków.

## Albumy studyjne
| Rok  | Dane dot. albumu | Najwyższa pozycja na liście | Certyfikat             | Sprzedaż       |
| Rok  | Dane dot. albumu | POL                         | Certyfikat             | Sprzedaż       |
| ---- | --- | --------------------------- | ---------------------- | -------------- |
| 2013 | 9893 - Wydany: 19 listopada 2013 - Wytwórnia: My Music - Format: CD, digital download                                       | 1                           | - POL: złota płyta     | - POL: 15 000+ |
| 2014 | 9893 Akustycznie - Wydany: 28 maja 2014 - Wytwórnia: My Music - Format: CD, digital download                                | 2                           |                        |                |
| 2014 | Pop & Roll - Wydany: 19 listopada 2014 - Wytwórnia: My Music - Format: CD, digital download                                 | 1                           | - POL: platynowa płyta | - POL: 30 000+ |
| 2015 | Element trzeci - Wydany: 2 grudnia 2015 - Wytwórnia: My Music - Format: CD, digital download                                | 4                           |                        |                |
| 2016 | Countdown - Wydany: 16 grudnia 2016 - Wytwórnia: My Music, With the Band - Format: CD, digital download, streaming          | 4                           |                        |                |
| 2019 | 13 grzechów niczyich - Wydany: 31 maja 2019 - Wytwórnia: Warner Music Poland - Format: CD, digital download, streaming      | 2                           |                        |                |
| 2021 | Dawid Kwiatkowski - Wydany: 29 października 2021 - Wytwórnia: Warner Music Poland - Format: CD, digital download, streaming | 2                           | - POL: platynowa płyta | - POL: 30 000+ |
| 2024 | Pop romantyk - Wydany: 19 stycznia 2024 - Wytwórnia: Warner Music Poland - Format: CD, digital download, streaming          | 2                           |                        |                |

## Single

### Jako główny artysta
| Rok | Tytuł                                                   | Najwyższe pozycje na listach | Najwyższe pozycje na listach | Najwyższe pozycje na listach | Najwyższe pozycje na listach | Najwyższe pozycje na listach | Certyfikat                | Sprzedaż        | Album                |
| Rok | Tytuł                                                   | POL (airplay)                | POL (airplay nowości)        | POL (airplay TV)             | POL (streaming)              | POL (Billboard)              | Certyfikat                | Sprzedaż        | Album                |
| --- | ------------------------------------------------------- | ---------------------------- | ---------------------------- | ---------------------------- | ---------------------------- | ---------------------------- | ------------------------- | --------------- | -------------------- |
| 2013 | „Biegnijmy”                                             | –                            | –                            | –                            | X                            | X                            |                           |                 | 9893                 |
| 2013 | „Jak zapomnieć”                                         | –                            | –                            | –                            | X                            | X                            |                           |                 | –                    |
| 2013 | „Na zawsze”                                             | –                            | –                            | –                            | X                            | X                            |                           |                 | 9893                 |
| 2014 | „Mój świat” (acoustic version; gościnnie: Patryk Kumór) | –                            | –                            | –                            | X                            | X                            |                           |                 | 9893 Akustycznie     |
| 2014 | „Nie zmienisz mnie (Young Stars)”                       | –                            | –                            | –                            | X                            | X                            |                           |                 | Young Stars          |
| 2014 | „Tylko raz” (oraz Fani)                                 | –                            | –                            | –                            | X                            | X                            |                           |                 | –                    |
| 2014 | „Jak to?”                                               | –                            | –                            | –                            | X                            | X                            |                           |                 | Pop & Roll           |
| 2015 | „Szkoła”                                                | –                            | –                            | –                            | X                            | X                            |                           |                 | –                    |
| 2015 | „Droga”                                                 | –                            | –                            | –                            | X                            | X                            |                           |                 | Element trzeci       |
| 2016 | „Say Yes”                                               | –                            | –                            | –                            | X                            | X                            |                           |                 | Countdown            |
| 2017 | „Let It Breathe”                                        | –                            | –                            | –                            | X                            | X                            |                           |                 | Countdown            |
| 2017 | „Countdown”                                             | –                            | –                            | –                            | X                            | X                            |                           |                 | Countdown            |
| 2018 | „Jesteś”                                                | 34                           | 5                            | –                            | X                            | X                            | - POL: złota płyta        | - POL: 25 000+  | 13 grzechów niczyich |
| 2018 | „Sam 1.0”                                               | –                            | –                            | –                            | X                            | X                            |                           |                 | 13 grzechów niczyich |
| 2019 | „Kochaj mnie”                                           | –                            | –                            | –                            | X                            | X                            |                           |                 | 13 grzechów niczyich |
| 2019 | „Mordo”                                                 | –                            | –                            | –                            | X                            | X                            |                           |                 | 13 grzechów niczyich |
| 2019 | „Świąteczna”                                            | –                            | –                            | –                            | X                            | X                            |                           |                 | –                    |
| 2020 | „Bratnie dusze” (oraz Cleo)                             | –                            | –                            | –                            | X                            | X                            | - POL: złota płyta        | - POL: 10 000+  | vinyLOVA             |
| 2020 | „Coraz bliżej święta” (oraz Krystyna Prońko)            | –                            | –                            | –                            | X                            | X                            |                           |                 | –                    |
| 2021 | „Bez Ciebie”                                            | 2                            | 1                            | –                            | X                            | X                            | - POL: 3× platynowa płyta | - POL: 150 000+ | Dawid Kwiatkowski    |
| 2021 | „Proste”                                                | 1                            | 3                            | 1                            | X                            | X                            | - POL: diamentowa płyta   | - POL: 250 000+ | Dawid Kwiatkowski    |
| 2021 | „Nieważne”                                              | 8                            | 5                            | –                            | X                            | X                            | - POL: złota płyta        | - POL: 25 000+  | Dawid Kwiatkowski    |
| 2022 | „Idziesz ze mną”                                        | 14                           | 2                            | –                            | X                            | –                            | - POL: 2× platynowa płyta | - POL: 100 000+ | Dawid Kwiatkowski    |
| 2022 | „Co z nami będzie”                                      | 21                           | 5                            | –                            | X                            | –                            |                           |                 | Dawid Kwiatkowski    |
| 2023 | „Café de Paris”                                         | 6                            | X                            | X                            | 38                           | –                            | - POL: 2× platynowa płyta | - POL: 100 000+ | Pop romantyk         |
| 2023 | „Lustro” (oraz Bedoes)                                  | –                            | X                            | X                            | 9                            | 10                           |                           |                 | –                    |
| 2023 | „Taki jak Ty”                                           | 5                            | X                            | X                            | –                            | –                            | - POL: złota płyta        | - POL: 25 000+  | Pop romantyk         |
| 2023 | „Zanim Cię poznam”                                      | –                            | X                            | X                            | –                            | –                            |                           |                 | Pop romantyk         |
| 2024 | „Co zostało mi?”                                        | 56                           | X                            | X                            | –                            | –                            |                           |                 | Pop romantyk         |
| 2024 | „Beze mnie”                                             | 18                           | X                            | X                            | –                            | –                            |                           |                 | –                    |
| 2024 | „Za rękę”                                               | 21                           | X                            | X                            | –                            | –                            |                           |                 | –                    |
| 2024 | „Wielka woda” (oraz Maryla Rodowicz)                    | –                            | X                            | X                            | –                            | –                            |                           |                 | Niech żyje bal       |
| 2025 | „Proszę tańcz” (oraz Kayah)                             | 9                            | X                            | X                            | 40                           | –                            |                           |                 | –                    |
| 2025 | „Pali się niebo”                                        | 17                           | X                            | X                            | 53                           | –                            |                           |                 | –                    |
| „–” oznacza, że singel nie był notowany na danej liście. „X” oznacza, że lista nie istniała w danym okresie. |                                                         |                              |                              |                              |                              |                              |                           |                 |                      |

### Z gościnnym udziałem
| Rok  | Tytuł | Album |
| ---- | --- | ----- |
| 2014 | „Kocham te święta” (21 Allstars, gościnnie: Sławek Uniatowski, Mateusz Krautwurst, Ania Karwan, MaRina, Dawid Kwiatkowski, Aleksandra Szwed, Michał Kwiatkowski, Natalia Lesz, Georgina Tarasiuk, Amelia Łuczenko, Julian Eichholzer i Klara Szymańska-Santos) | –     |

### Inne utwory
| Rok  | Tytuł                                     | Uwagi                                            | Źródło |
| ---- | ----------------------------------------- | ------------------------------------------------ | ------ |
| 2018 | Flirtini – Heartbreaks & Promises, Vol. 4 | gościnnie śpiew w utworze „Prezent” (oraz Holak) | [ 49 ] |

## Teledyski
| Rok       | Tytuł                 | Źródło |
| --------- | --------------------- | ------ |
| 2013      | „Jak zapomnieć”       | [ 50 ] |
| 2013      | „Biegnijmy”           | [ 51 ] |
| 2013      | „Na zawsze”           | [ 52 ] |
| 2013      | „Tathagata”           | [ 53 ] |
| 2014      | „Mój świat”           | [ 54 ] |
| 2014      | „Tylko raz”           | [ 55 ] |
| 2014      | „Obudź się”           | [ 56 ] |
| 2014      | „Uwierz”              | [ 56 ] |
| 2014      | „Krótka chwila”       | [ 56 ] |
| 2014      | „Nie zmienisz mnie”   | [ 57 ] |
| 2014      | „Jak to?”             | [ 58 ] |
| 2015      | „Szepczę”             | [ 59 ] |
| 2015      | „Szkoła”              | [ 60 ] |
| 2015      | „Afraid”              | [ 61 ] |
| 2015      | „Nasze miasto”        | [ 62 ] |
| 2015      | „Droga”               | [ 63 ] |
| 2016      | „Yin Yang”            | [ 64 ] |
| 2016      | „Nie mów nie”         | [ 65 ] |
| 2016      | „Say Yes”             | [ 66 ] |
| 2017      | „Countdown”           | [ 67 ] |
| 2017      | „I’m with the Girl”   | [ 68 ] |
| 2017      | „Bad Habits”          | [ 69 ] |
| 2017      | „Let It Breathe”      | [ 69 ] |
| 2018      | „Jesteś”              | [ 70 ] |
| 2018      | „Sam 1.0”             | [ 71 ] |
| 2019      | „Kochaj mnie”         | [ 72 ] |
| 2019      | „Mordo”               | [ 73 ] |
| 2019      | „Świąteczna”          | [ 74 ] |
| 2020      | „Bratnie dusze”       | [ 75 ] |
| 2020      | „Coraz bliżej święta” | [ 76 ] |
| 2021      | „Bez Ciebie”          | [ 77 ] |
| 2021      | „Proste”              | [ 78 ] |
| 2021      | „Nieważne”            | [ 79 ] |
| 2022      | „Idziesz ze mną”      | [ 80 ] |
| 2022      | „Co z nami będzie”    | [ 81 ] |
| 2023      | „Café de Paris”       | [ 82 ] |
| 2023      | „Lustro”              | [ 83 ] |
| 2023      | „Taki jak Ty”         | [ 84 ] |
| 2024      | „Co zostało mi?”      | [ 85 ] |
| 2024      | „Beze mnie”           | [ 86 ] |
| 2024      | „Za rękę”             | [ 87 ] |
| 2024      | „Wielka woda”         | [ 88 ] |
| 2025      | „Proszę tańcz”        | [ 89 ] |
| 2025      | „Pali się niebo”      | [ 90 ] |
| Gościnnie |                       |        |
| 2014      | „Kocham te święta”    | [ 91 ] |